# Fernand Point
Fernand Point, född 1897 i Louhans, Saône-et-Loire, Frankrike, död 1955, var en fransk restauratör och anses vara den person som skapat det moderna franska köket.
Han grundade 1925 restaurangen La Pyramide i Vienne, söder om Lyon. År 1933 fick han, som den första någonsin, tre stjärnor i Michelinguiden. Point lärde upp en hel generation franska kockar: Paul Bocuse, Alain Chapel, Louis Outhier, Georges Perrier, samt  Jean och Pierre Troisgros.
Under Vichyregimen, hjälpte Point flyktingar som flydde från den tyska invasionen. När tyska officerare började besöka hans restaurang, slutade han servera middag. När de krävde bord för att äta lunch, stängde han, under en period, La Pyramide helt och hållet.
Efter Fernand Points död drev änkan, Marie Louise Point, restaurangen vidare till sin död 1986. Under den perioden förlorade La Pyramide successivt sina Michelinstjärnor. Numera drivs restaurangen av Patrick Henriroux och den har idag två stjärnor. 